# Nicolò Casilio
Nicolò Casilio (L'Aquila, 12 ottobre 1998) è un rugbista a 15 italiano, di ruolo mediano di mischia in forza alle Benetton in URC.

## Biografia
Nato all'Aquila, è cresciuto rugbisticamente al L’Aquila. Nel 2016 fu selezionato per l'Accademia Nazionale e un anno più tardi si trasferì al Calvisano esordendo nel massimo campionato italiano. Nel 2018 venne convocato in Nazionale Under-20 con cui partecipò al Sei Nazioni di categoria e in estate al Mondiale giovanile.
Con la maglia giallonera conquistò il titolo di campione d'Italia nel 2018-19 e all'inizio della stagione successiva fu selezionato come permit player delle Zebre esordendo in Pro14 nella sfida con Edimburgo. Nel 2020 venne ingaggiato dalla franchigia federale.

## Palmarès
- Campionati italiani: 1
Calvisano: 2018-19